# Brygada Landsturmu Großmann
Brygada Landsturmu Großmann (niem. Landsturm-Brigade Großmann) – brygada niemieckiego pospolitego ruszenia Landsturm. 
Brała udział w działaniach zbrojnych frontu wschodniego I wojny światowej.
Wchodziła w skład 86 Dywizji Piechoty w Korpusie Zastrowa (Korpusie Graudenz). Przemianowana później na 171 Brygadę Piechoty. 